# Юлдашево (Белокатайский район)
Юлда́шево (баш. Юлдаш) — деревня в Белокатайском районе Республики Башкортостан Российской Федерации. Входит в состав Ургалинского сельсовета. 

## География

### Географическое положение
Расстояние до:
- районного центра (Новобелокатай): 27 км,
- центра сельсовета (Ургала): 25 км,
- ближайшей ж/д станции (Ургала): 33 км.

## Население
| 2002 | 2009 | 2010 |
| ---- | ---- | ---- |
| 145  | ↘129 | ↘102 |

### Национальный состав
Согласно переписи 2002 года, преобладающая национальность — башкиры (99 %).